# ヴィオローネ

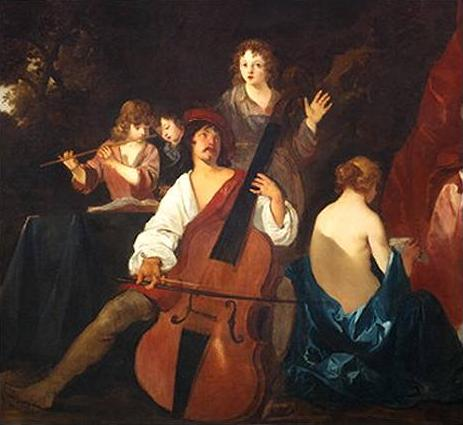
1650年頃の絵画に描かれたヴィオローネ

ヴィオローネ（violone イタリア語で「大きなヴァイオル」）という語は、ヴィオラ・ダ・ガンバ属ないしヴァイオリン属の様々な大きさの弓奏楽器を指して使われる。ヴィオローネはフレットを備えていることがあり、弦は6本ないし5本、4本、さらにはたった3本の弦のみの場合もある。ヴィオローネは必ずしもコントラバスではない。現代の用語ではヴィオローネの「タイプ」を明確にするために、その名称に調弦を付したり（「Gヴィオローネ」「Dヴィオローネ」）あるいは地域で区別したり（「ウィーン・ヴィオローネ」）あるいはより正確な他の名称を用いたりする（「バス・ヴァイオリン」「ヴィオロンチェロ」「バス・ヴァイオル」）ヴィオローネという語は様々な異なった楽器に対して用いられるが、それらを区別することは歴史的なヴィオラ・ダ・ガンバ及びヴァイオリン属の楽器とその調弦のヴァリエーションに詳しくなければ難しい。

## 用法
現代的な用法では、この語は最も一般的にはダブルバス・ヴァイオルに対して用いられ 、すなわち記譜音の1オクターヴ下を奏するルネサンス音楽、バロック音楽、古典派音楽の時代の弓奏楽器を指して使われる。しかしながらこの語はヴァイオリン属の楽器に対しても用いられ、「チェロのサイズ」のヴァイオリン及びヴィオラ・ダ・ガンバ属でアルト・テノールのピッチの楽器に対しても用いられる。これらの楽器に特殊化した演奏家は少ない。歴史的な楽器そのものではなく、現代における複製品が使用されることも多い。

## 種類

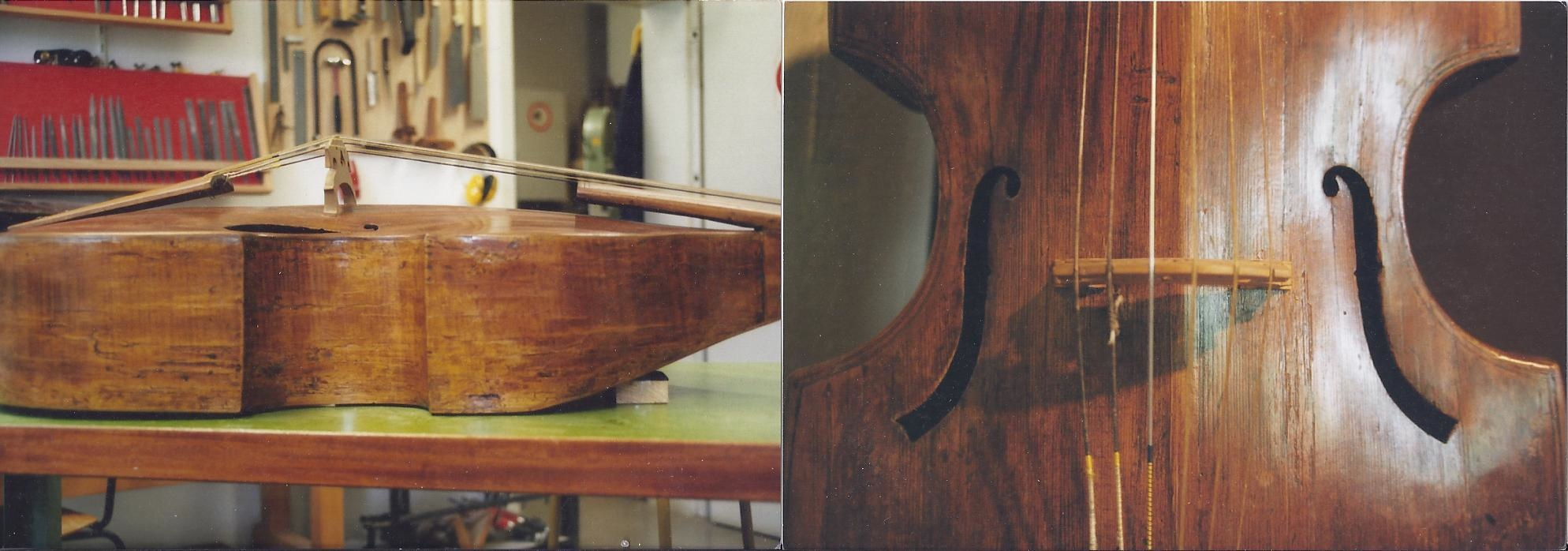
A "G violone" by Ernst Busch, in Berlin

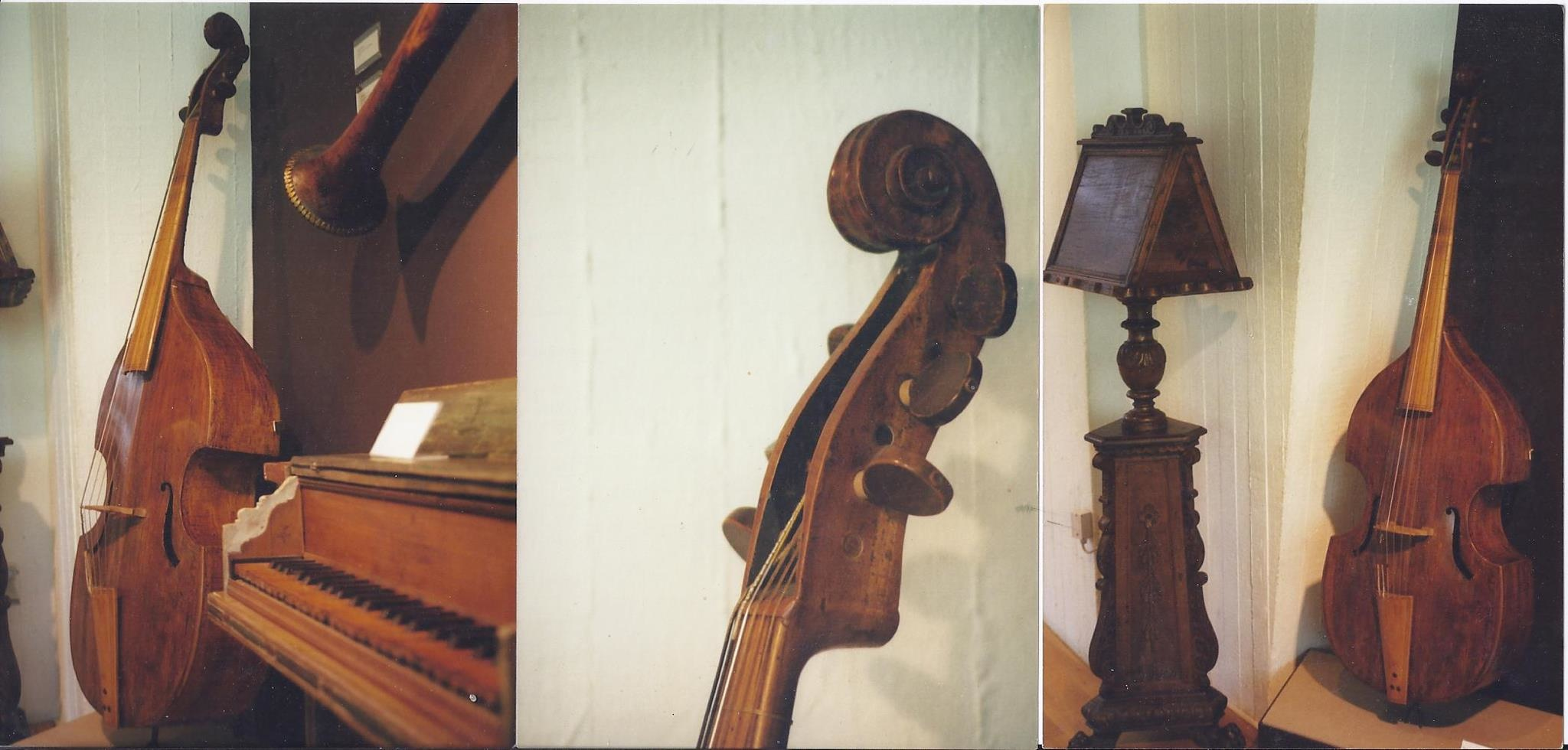
More shots of the "G violone" by Ernst Busch

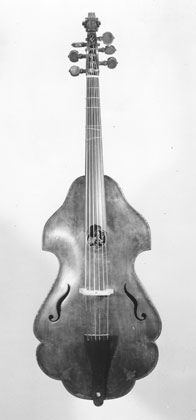
Six-string "G violone" or "A violone" c. 1630 by Ernst Busch, in Stockholm

歴史的に「ヴィオローネ」の名で呼ばれた楽器には様々なものがある。あるものは「チェロのサイズ」の楽器で記譜音そのままのピッチの音を奏でた。他にチェロよりも大きなヴィオローネも存在し（時には現在のコントラバスよりも大きい）これらは記譜音よりも1オクターブ下のピッチで演奏した。結局は大きさや属よりも、どのように調律されるかでその種類が決定される。ルネサンスからバロック時代にかけて作曲家はどのような種類のヴィオローネが使用されるべきか詳しい記述をすることがなかった。これは古典派における楽器の標準化とは対照的である、たとえば弦楽四重奏は僅かな例外を除いて2つのヴァイオリンとヴィオラとチェロによって演奏される。
2000年代の音楽学者や歴史学者は、作曲者が想定する楽器にこれらの区別があったか、また作曲者が演奏者に選択を委ねていたか、ということについての重要性を認識している。このような楽器のタイプによって特定の名称をつけて区別するのは現代の方法である。大雑把に言えば弓奏楽器は異なる大きさの異なる音域の楽器が一族をなしている。ヴァイオリン属がヴァイオリン、ヴィオラ、チェロ、バスのそれぞれによって人間の歌手の音域に対応するように、ヴィオラ・ダ・ガンバ属も様々な大きさの楽器が存在する。21世紀の北米の分類では、トレブル・ヴァイオル（ソプラノ）、テナー・ヴァイオル（アルト）、バス・ヴァイオル（テノール）、グレート・バス・ヴァイオル、ヴィオローネ（バス）というように呼ばれている。
歴史的な用語法による「ヴィオローネ」には、ヴァイオリン属およびヴィオラ・ダ・ガンバ属の（加えてそれらのハイブリッドの）、テノールおよびバスの音域のあらゆる楽器が含まれる。ヴィオローネという名前は実際にはあらゆる大きな弦楽器を意味している。20世紀までは演奏者や学者はヴィオローネが必ずしもコントラバスのような楽器ではないということに気づいていなかった。現在はヴィオローネはその調律と属と機能によって区別される。これによって異なる時代と場所における作曲者の意図を明らかにすることが始められるだろう。忘れてはならない最も重要なことは、異なるタイプのヴィオローネはそれぞれ非常に異なる音質（そして時にはその機能も）を持っているということである。

### チェロ・サイズの楽器
チェロ・サイズの楽器はヴィオラ・ダ・ガンバおよびヴァイオリン属において「テノール」を担当するが、実際にはその高音域はアルトの音域で演奏が可能であり、低音域はバスの（さらにはコントラバスの）音域を演奏できる。このカテゴリーには3種類の楽器が存在する。
- バス・ヴァイオル。6弦を備えるヴィオラ・ダ・ガンバ属の楽器であり、多くの場合Dに調弦される。
- バス・ヴァイオリン。普通4弦を備えるヴァイオリン属の楽器で、大抵チェロよりもやや大きくチェロよりもややピッチが低い。多くの場合それぞれの弦はチェロよりも全音低く調弦される。
- ヴィオロンチェロあるいは「チェロ」。これは21世紀の現在でも使用されているチェロとして知られている楽器である。4弦を備える。

### チェロよりもやや大きい楽器
- グレート・バス・ヴァイオル、GヴィオローネやAヴィオローネとも呼ばれる。これはバス・ヴァイオルの次に大きいヴィオラ・ダ・ガンバ属の楽器で、6弦を備えAかGに調律される。これは8フィートおよび16フィートのピッチのラインを演奏でき、独奏曲、室内楽曲、ヴァイオル・コンソートのバス、通奏低音において8フィートのピッチの楽器として使用され、大規模なアンサンブルでは16フィートのピッチでコントラバスのような役割を担った。

### コントラバス・サイズの楽器
このカテゴリーには多くの楽器が含まれるが、それらを名称で区別するのは容易ではない。真のヴィオラ・ダ・ガンバ属の楽器があり、ヴァイオリン属に近い楽器もあるが、その形や構造や調律から本当のヴァイオリン属に含めることは出来ない。
- Dヴィオローネ。これはヴィオラ・ダ・ガンバ属で最大の楽器であり、6弦でバス・ヴァイオルより1オクターヴ低いDに調律される。
- ウィーン・ヴィオローネ。これは折衷的な楽器であり、多くのヴィオラ・ダ・ガンバ属の特徴を持つが（フレット、ガンバ・シェイプ、フラット・バック）4弦か5弦の楽器であり（3度と4度のDメジャー・チューニング）真のヴァイオルとは調弦が異なる。ほとんどの場合16フィートの楽器としてのみ使用されるが、17世紀から室内楽や独奏の楽器として一般的に使用され、ウィーン古典派の時代（c. 1760-1820）にはダブル・バス楽器として好まれた。
- コントラバスあるいはダブル・バス。この名称は歴史的な観点からは問題があるが（現代の読者が期待するものとはやや違った意味になる）3弦か4弦の楽器で（通常は）フレットを持たない。あらゆるタイプのヴィオローネの中で最も現代のコントラバスに近い。弦は現代のコントラバスと同様に4度で調律されるか (E1–A1–D2–G2)、チェロのオクターヴ下で5度に調律される (C1–G1–D2–A2)。3弦しかない場合は最も低い弦が失われる (i.e. A1–D2–G2 or G1–D2–A2)。18世紀や19世紀の多くの奏者は3弦しか使用せず、楽器をよりよく響かせるために弦を1つ取り去った。(C1–G1–D2) という5度調弦も行われる。

### その他のタイプ
ルネサンスやバロック時代、そして21世紀であっても楽器をユニークな方法で変更、適応させる奏者は多い。このカテゴリにはDではなくEに調弦したバス・ヴァイオルや、最低弦を更に低くC2にするもの（このピッチはバロック音楽でよく見られる）、4度のコントラバス調弦でありながら最高弦が普通より4度高いもの (A1–D2–G2–C3) あるいは最低弦がCのものなどがある。

## 歴史
ヴァイオリン属とヴィオラ・ダ・ガンバ属は概ね同じ時期に登場し（1480年頃）、長い時代を共存してきた。ルネサンスから初期バロック時代にかけて両者は異なる用途で、異なる社会階級によって使用されたと言われている。ヴィオラ・ダ・ガンバ属は第一に家庭の楽器であり、教養ある人々の娯楽のために演奏された。これに対してヴァイオリン属は社会における楽器であり、職業的な音楽家によって演奏された。この初期の時代におけるヴァイオリン属で一般的に使用された最大のものはチェロのサイズの楽器であり、現代のチェロよりも全音低く調弦されていた (B♭1–F2–C3–G3)。これは当時より大きいヴァイオリン属の楽器が存在しなかったというわけではないが、そのような大きい楽器に関する記述は少なく、また様々な異なった調弦が可能であった。この初期の時代においては8フィートに16フィートを重ねる必要は少なかった。人間サイズのヴァイオリン属の楽器はまず最初にオペラの効果音のために用いられ、後に合奏協奏曲のオーケストラで同じように効果音的に使用された。
これに対してヴィオラ・ダ・ガンバ属の大きな楽器はより一般的で、最初期から用いられており、8フィートのラインを演奏していた。ルネサンスのヴァイオル・コンソートで大きな楽器が用いられていた証拠は多くある。グレート・バス・ヴァイオル（AおよびGチューニング）は多くの著作に記述があり、その低い音域からその使用が不可欠な独奏および室内楽曲が多く存在する。それらの音楽作品には非常に技巧的な性質を持つものがある（ヴィンチェンツォ・ボニッツィのヴィオラ・バスタルダのための作品は3+1⁄2 オクターヴの音域を要求する）。女性および男性の奏者がこのサイズの楽器を演奏したことも明らかである。ボニッツィの1626年の曲集はフェラーラのパトロンの3人の娘に捧げられている。また多くの絵画において女性が大きいヴィオラ・ダ・ガンバ属の楽器を演奏している姿を見ることができる。
1660年代にボローニャを中心として技術の革新が起きた。巻弦の発明である。低音楽器にはこれは重要であり、非常に長い弦を使用せずとも良好な低音の響きを得ることができるようになった。このころヴィオロンチェロという語が使用されるようになり、「標準的」なチェロの調弦 (C2–G2–D3–A3) が一般化した。そして独奏チェロのためのレパートリーがあらわれるようになり、GヴィオローネおよびAヴィオローネに取って代わって通奏低音楽器として好まれるようになった。このチェロの躍進はGおよびAヴィオローネの凋落の始まりである。
8フィート楽器がチェロに取って代わられると、より大きなGヴィオローネとAヴィオローネは16フィート楽器としてチェロ・サイズの楽器の1オクターヴ下を重ねるようになった。この18世紀前半からDヴィオローネの調弦が記述されるようになる。この地点で他の大きさのヴィオラ・ダ・ガンバ属はほとんど絶滅していた（バス・ヴァイオルを除く、これは独奏および室内楽の楽器として愛好されていた）。地域によってはヴィオラ・ダ・ガンバ属の最大のもの（GおよびDヴィオローネ）は他の地域で3弦ないし4弦のコントラバスに置き換わった後も使用されていた。このことはなぜ現在のコントラバスの形や調弦、演奏スタイルに統一性がなく多様なのかを説明する。オーケストラのプロの演奏家の使うコントラバスもフラットバックのものがあればカーブドバックのもの、なで肩のものや丸い肩のものがあり、調弦も E1–A1–D2–G2 の他に少数ではあるが C1–G1–D2–A2 が使用される。現代のコントラバスはヴィオラ・ダ・ガンバ属およびヴァイオリン属の要素を合成している。

## 用語
"violone" という語の使用は16世紀に始まった。"viola" は単に弓奏楽器を指す言葉であり、ヴィオラ・ダ・ガンバ属かヴァイオリン属かということを特定しない。歴史的には "violone" は属にかかわらず大きなフィドルを指した。ヴィオローネという語は近代的なコントラバスを指すこともあるが、概ね現在は古楽器を指している。上記のように様々に異なったタイプの古楽器がヴィオローネと呼ばれる。オルガンのストップにも "Violone" と称するものがあり、金属ないし木管で、ペダルのディヴィジョンの16フィートのストップ、あるいは稀に32フィートのストップである。